# Юлин, Борис Витальевич
Бори́с Вита́льевич Ю́лин (род. 7 июля 1967, Хабаровск, СССР) — русский публицист, историк, военный эксперт. Колумнист журнала «Однако», постоянный эксперт «Накануне.ру».
Лауреат в специальной номинации «Новые технологии просвещения» премии «За верность Слову и Отечеству» имени Антона Дельвига (2020).

## Биография
Срочную воинскую службу прошёл в рядах Советской армии в РВСН. Учился в Московском авиационном институте и Московском областном педагогическом институте, и там и там получил высшее образование: инженера-ракетчика и историка соответственно, работал в последнем вузе.
Являлся военно-историческим консультантом в компаниях — разработчиках видеоигр, работал в этой сфере с 2003 года. Сотрудничал с Nival, работал над играми «Блицкриг» (2003), «Блицкриг: Пылающий горизонт» (как дизайнер). Также работал над Jagged Alliance.
Входил в жюри премии фантастического рассказа «Новая фантастика» (2018, 2019, 2021, 2023).
Помогал Р. В. Злотникову в работе над книгой "Царь Федор".
Живёт и работает в Москве. Придерживается коммунистических взглядов сталинского толка, атеист, женат.

## Исследовательская деятельность
Иногда указывается как эксперт Института Дальнего Востока РАН, однако сам Б. В. Юлин опровергал свою аффилиацию после 1999—2005 годов с данным учреждением.
Докладчик IX конференции корееведов в ИДВ РАН (2005), харьковского международного фестиваля фантастики «Звёздный мост» (2011), международной научно-практической конференции «Сталин-140» (Москва, 2019). Выступает в передаче «Разведопрос» у Д. Ю. Пучкова на исторические и общественного-политические темы. Участвовал в формате «По-живому» у К. В. Сёмина.
Автор работ по военной истории, автор книг и статей.
Публиковался в журналах «Проблемы Дальнего Востока», «Безымянная звезда». Соавторы — Константин Асмолов, журналист и историк С. Г. Самченко.
Давал экспертные комментарии для таких СМИ, как «Вечерняя Москва», «ТВ Центр», «Газета.ru» и RTVI, «Лента.ру».

## Отзывы и критика
В беседе с К. А. Жуковым по вопросам правильности понимания марксистского диалектического материализма Юлина критиковал кандидат экономических наук, доктор философских наук, профессор М. В. Попов.
О книге Юлина «Бородинская битва» резко критическую рецензию «Эпидемия дилетантизма» написал доктор исторических наук, ведущий научный сотрудник Поволжского филиала Института российской истории РАН А. И. Попов. Также свой отзыв опубликовал обозреватель журнала «Мир фантастики» Д. Злотницкий.

## Работы
- Самченко С. Г., Юлин Б. В. Потомки последних корсаров. — М.: Агентство «Кречет», 1995. — 84 с.
- Юлин Б. В. Бородинская битва. — М. : Яуза : Эксмо, 2008. — 176 с. ISBN 978-5-699-26647-0
- Юлин Б. В. Вехи русской истории / авт. предисл. Д. Ю. Пучков. — СПб.: Питер, 2018. — 239 с. ISBN 978-5-4461-0692-9
- Самченко С. Г., Юлин Б. В. На острие противостояния. Линейные крейсера Германии в боевых действиях Первой мировой войны. — М.; Берлин : Директ-Медиа, 2019. — 571 с. ISBN 978-5-4499-0000-5 (https://polit.ru/article/2020/09/11/ps_samchenko_julin/ Архивная копия на Wayback Machine